# Holoplagia richardsi
Holoplagia richardsi is een muggensoort uit de familie van de Scatopsidae. De wetenschappelijke naam van de soort is voor het eerst geldig gepubliceerd in 1934 door Edwards.